# Króliczak wulkaniczny
Króliczak wulkaniczny, królik wulkaniczny (Romerolagus diazi) – gatunek ssaka z rodziny zającowatych (Leporidae). Średnia długość życia wynosi 7–9 lat. Zazwyczaj 2–5 osobników bytuje we wspólnej norze. R. diazi prowadzi nocny tryb życia. Przejawia największą aktywność podczas zmierzchu, chociaż może być również aktywny w dzień, gdy niebo jest zachmurzone. W roku 1994 liczebność gatunku oszacowano na 1200 osobników.

## Systematyka

### Taksonomia
Gatunek po raz pierwszy opisany naukowo przez F. Ferrari-Péreza w 1893 roku w publikacji A. Díaza Catálogo de los objetos que componen el contingente de la Comisión, precedido de algunas notas sobre su organización y trabajo pod nazwą Lepus diazi. Jako miejsce typowe autor wskazał teren w pobliżu San Martín Texmelusán, na północno-wschodniej skarpie wulkanu Iztaccíhuatl w Meksyku. Jedyny przedstawiciel rodzaju króliczak (Romerolagus), utworzonego przez C. H. Merriama w 1896 roku.
To, czy rodzaj Romerolagus reprezentuje najbardziej prymitywne żyjące zającowate, jest wciąż przedmiotem dyskusji. Ostatnie porównanie zmienności allozymów wśród różnych zającowatych wykazało, że R. diazi jest genetycznie bardziej podobny do Sylvilagus niż do Lepus. R. diazi jest sympatryczny z S. cunicularius i S. floridanus. Nie wyróżniono podgatunków.

### Etymologia
Nazwa rodzajowa jest połączeniem nazwiska M. Romero (1838-1898), meksykańskiego polityka, ambasadora Meksyku w Stanach Zjednoczonych oraz greckiego słowa λαγός lagós „zając”. Epitet gatunkowy honoruje A. Díaza (1829-1893), meksykańskiego inżyniera wojskowego, geografa i podróżnika.

## Rozmieszczenie geograficzne i siedlisko
Króliczak wulkaniczny to gatunek endemiczny, którego występowanie ograniczone jest do Kordyliery Wulkanicznej na południe od miasta Meksyk. Populacja obejmuje zasięg 4 wulkanów (Popocatepetl, Iztaccihuatl, El Pelado,Tlaloc). R. diazi występuje na wysokości 2800–4250 m n.p.m.. Największe zagęszczenie zanotowano na wysokości 3150 – 3400 m n.p.m. Areał wynosi w przybliżeniu 386 km². Preferuje siedliska trawiaste ze zgrupowaniami sosnowymi.

## Rozmnażanie
Samice rodzą młode w szczelinach skalnych i opuszczonych norach. Prawdopodobnie króliczak wulkaniczny nie buduje własnych nor. Ciąża trwa 38-40 dni. Wykazuje aktywność rozrodczą przez cały rok, której maksimum przypada w ciepłe, deszczowe dni lata. Całkowita długość ciała u noworodków waha się od 8,3-10,6 cm, przy masie ciała 25-27 g (samice) oraz 32 g (samce). Monogamiczny w niewoli. Do rozrodu przystępuje jedynie dominująca para.

## Pokarm
Króliczak wulkaniczny żywi się zielonymi liśćmi i korą drzew. Główny składnik diety stanowią: Festuca amplissima, Muhlenbergia macroura, Stipa ichu oraz Eryngium rosei. W porze deszczowej spożywa także owies i kukurydzę z upraw. Liczebność króliczaka wulkanicznego maleje na obszarach skalistych. Występują liczniej, tam gdzie środowisko obfituje w zioła i wyższe trawy. Zagrożenie dla tego gatunku stanowi wypas zwierząt, cięcie traw i pożary. Trawy są bardzo ważne dla króliczaka wulkanicznego w prawie wszystkich porach roku, a zwłaszcza w porze deszczowej. Podczas pory suchej królik opiera się głównie na konsumpcji fragmentów krzewów i drzew. Ilość białka w pokarmie należy do głównych czynników ograniczających wielkość populacji. Badania wskazują, że wiele osobników cierpi na poważną niedowagę.

## Znaczenie dla ekosystemu
Króliczak wulkaniczny przyczynia się do dyspersji nasion i owoców roślin w swoim otoczeniu. Króliczak wulkaniczny jest żywicielem licznych pasożytów m.in.: Boreostrongylus romerolagi, Thichostrongylus calcaratus, Longistrata dubia, Dermatoxys veligera, Trichuris leporis, Anoplocephaloides romerolagi. Stanowi również łup dla: łasicy długoogonowej, rysia rudego, kojota i myszołowa rdzawosternego.

## Znaczenie gospodarcze
Nie został stwierdzony żaden pozytywny wpływ na gospodarkę człowieka. Niekiedy R. diazi żeruje na roślinach uprawnych, powodując straty w rolnictwie.

## Spadek liczebności
Najpoważniejsze zagrożenia dla króliczaka wulkanicznego to degradacja siedlisk i strzelectwo sportowe. Także ludzie przejęli część gruntów, które zamieszkiwał. Jednak ani myśliwi ani tubylcy nie jedzą tego gatunku. Jego populacja zmniejszyła się z powodu zmian klimatycznych i zmiany miejsca występowania.

## Morfologia i anatomia
Masa ciała dorosłego króliczaka wulkanicznego dochodzi 387–602 g. Ciało dorosłego osobnika osiąga długość 230–350 mm, długość ogona (kręgi, niewidoczny z zewnątrz) 12–31 mm, długość ucha 40–45 mm i długość tylnej stopy 40–55 mm. Niewielki rozmiar wynika z selektywnych nawyków żywieniowych. Króliczak wulkaniczny ma krótkie tylne kończyny i stopy oraz małe, zaokrąglone uszy i szczątkowy ogon, który ogon jest widoczny u młodych, ale nie u dorosłych osobników. Owłosienie na grzbiecie i po bokach ciała żółtawo-brązowe. Włosy te są czarne na końcach i u nasady. Futro po stronie brzusznej jasnoszare. Umaszczenie pełni funkcję maskującą. Widoczny jest dymorfizm płciowy. Jest uważany za najbardziej pierwotnego przedstawiciela swojej rodziny pod względem budowy.